# Enrico Berlinguer
Enrico Berlinguer (Sassari, 1922. május 25. – Padova, 1984. június 11.) olasz politikus, az Olasz Kommunista Párt főtitkára, 1972-től haláláig az eurokommunizmus hirdetője. Az ő főtitkársága alatt pártja fokozatosan eltávolodott a Szovjetunió irányvonalától. Ő kötötte meg a „történelmi kiegyezést” az Aldo Moro vezette kereszténydemokratákkal.

## Életrajza

### Családja
Édesapja Mario Berlinguer ügyvéd volt, egy Szardínián letelepedett katalán nemesi család leszármazottja, akik az Aragóniaiak hódítása idején költöztek a szigetre. Mario antifasiszta volt és közel állt a szabadkőművesekhez (mint az az akkori laikus értelmiségnél jellemző volt).
Édesanyja Mariuccia Loriga orvos volt, aki több mint 120, orvostudománnyal kapcsolatos cikket publikált. A Római Egyetemen tanult sebészetet.
Öccse Giovanni Berlinguer 1924-ben született, aki tudós és számos ismeretterjesztő könyv szerzője volt. Többször volt olasz és európai parlamenti képviselő emellett a Baloldali Demokraták (Democratici di Sinistra, DS) párt főtitkára is volt. 
Fia Marco Berlinguer, a Kommunista Újjászerveződés Pártja végrehajtó bizottságának volt tagja, idősebb lánya Bianca Berlinguer a közszolgálati Rai 3-n futó TG3 híradó igazgatója volt 2009 és 2016 között, fiatalabb lánya Laura Berlinguer a Mediasethez tartozó TGcom24 hírcsatornánál dolgozik.

### Fiatal évei
1940-ben érettségizett, majd Sassariban tanult jogtudományt. 21 évesen, 1943-ban belépett az illegalitásban levő Olasz Kommunista Pártba. 1944 tele nagyon nehéz volt Szardínia népének, éhínség pusztított. Enrico 20 kommunista fiatallal együtt szervezett tüntetést a szigeten kenyeret, tésztát és cukrot követeltek a népnek. Ezt követően több szardíniai is megtámadott és kifosztott pékségeket.
1950-ben a Demokratikus Ifjúsági Világszövetség titkára lett, a fiatal kommunisták nemzetközi szövetségénél, aminek székhelye Budapesten van és itt dolgozott 10 hónapot. Erre a posztra támogatta Hu Yaobang a Kínai Kommunista Párt későbbi főtitkára és Erich Honecker a Német Demokratikus Köztársaság későbbi elnöke. Ekkoriban öccse Giovanni A Hallgatók Nemzetközi Szövetségének volt titkára Prágában. 1951-ben Kelet-Berlinben részt vett a Világifjúsági Találkozón, a következő évben véget ért titkári kinevezése és visszatért Olaszországba.
1957-ben Letizia Laurentivel összeházasodott és elköltöztek Cagliariba. Itt megválasztották az Olasz Kommunista Párt Szardíniai főtitkár-helyettesévé. Az ez évi regionális választáson a párt 17,6%-ot ért el, 5%-ot vesztett az előző választáshoz képest. A L’Unitá nevű párt újság regionális szerkesztőségében is ekkortól dolgozott.

### Főtitkárrá választása
Az 1968-as parlamenti választásokon a párt vezetése őt indította a Lazio tartományi választókerületben, amit megnyert és ekkortól lett először képviselő a képviselőházban. Ezen a választáson a kommunisták még 11 mandátumot szerezték, az Olasz Szocialista Párt ezzel szemben 29 mandátumot vesztettek, a kereszténydemokraták 6 mandátumot szereztek még az előző választáshoz képest.
Ez év novemberében az Szovjetunió Kommunista Pártja meghívására négyfős delegációval látogatott Moszkvába, ahol Leonyid Brezsnyev varsói látogatása miatt, nem Brezsnyevvel, hanem Andrej Kirilenkóval találkozott.
Az olasz kommunisták 1969-ben Bolognában megtartott 12. kongresszusán a legfőbb kérdés az volt, hogy ki legyen a párt altitkára, miután Luigi Longo egészségi állapota romlott és szükségük volt egy olyan altitkárra, aki idővel meg tudja változtatni a párt vezetését. A párt munkás szakszervezetének a CGIL-nek a főtitkárát kérték meg, hogy a vezetőség körében készítsen felmérést, hogy Giorgio Napolitano vagy Enrico Berlinguer támogatottsága-e a nagyobb. A vezetőség nagy többsége Berlinguert támogatta.
Berlinguer már ekkoriban szembefordult a párt korábbi szovjetbarát politikájával. Többek között azt mondta, hogy „Visszautasítjuk azt az elvet, hogy a szovjet társadalmi modell az egyetlen és érvényes modell minden helyzetben. A valóságban a társadalmi fejlődés törvényszerűsége miatt, többet nem léteznek tiszta államok. Ez mindig is a sajátos valóságokban létezett, amelyek történelmileg meghatározottak és megismételhetetlenek. A szembehelyezkedés ebből a két okból tartóssá és rendszerszintűvé vált, ami azt jelenti, hogy nem támogatjuk többet a marxizmust.”
1972-ben a párt 13. kongresszusán Berlinguert választották meg a párt főtitkárává. 1973 októberében Bulgáriába látogatott, ahol Todor Zsivkov bolgár államfő fogadta. A szófiai repülőtérről Berlinguert egy GAZ–13 Csajka kocsival, a delegációt másik autóban és rendőri konvojjal vitték a városba. Útközben hirtelen egy katonai teherautó ütközött a delegációt szállító gépkocsival, amelynek következtében a delegációt kísérő tolmács a helyszínen meghalt, a Bolgár Kommunista Párt két vezetője súlyos sérüléseket szenvedett, Berlinguer könnyebb sérüléssel megúszta a balesetet.

### Történelmi kiegyezés (Compromesso storico) és az eurokommunizmus
Az Olasz Kommunista Pártot érzékenyen érintette az 1973. szeptember 11-én végrehajtott chilei katonai puccs, melynek folyamán eltávolították a hatalomból a baloldali Salvador Allendét és helyébe Augusto Pinochet került.
Ennek hatására Berlinguer már nem „baloldali alternatíváról”, hanem „demokratikus alternatíváról” beszélt, szükségesnek tartott egy olyan „történelmi kiegyezést”, amelyet az „olasz nép nagy többsége is támogat és képes lenne biztosítani gazdasági fejlődést, társadalmi megújulást”.
Ezzel Berlinguer körvonalazta politikai elképzelését: egy felől a kereszténydemokratákkal való együttműködés célja a gazdasági-társadalmi megújulás és fejlődés megvalósítása volt, másfelől annak a bebizonyítása, hogy a párt egy új fajta kommunizmust képvisel, amely elutasítja a Szovjetunió politikáját, amit hamarosan eurokommunizmusnak hívtak. Berlinguer ennek fejében 1975-től felvette a kapcsolatot a francia és a spanyol kommunistákkal.
Az 1975-ös regionális választásokon a párt 33,46%-os eredménnyel a második helyen végez, alig 2%-kal kapott több szavazatot a kereszténydemokrata párt.
1976-ban interjúkat adott a Die Welt, a Le Monde és a The Times napilapoknak, 1976. június 15-én a Corriere della Serának adott interjújában elmondta, hogy ők elkötelezett hívei a NATO-nak
A kiegyezési politikájának legfőbb támogatója Aldo Moro miniszterelnök volt a kereszténydemokrata párt részéről, akit azonban 1978 márciusában a Vörös Brigádok terrorszervezet elrabolt, és 55 napig tartó fogsága után meggyilkolt. Június 15-én lemondott Giovanni Leone köztársasági elnök, aki a Lockheed-botrány egyik érintettje volt és helyére július 8-án Sandro Pertini került.
Az 1979-es parlamenti választásokon a párt 30,3%-ot ért el. Ekkor a kommunisták szavazatokat veszítettek a fiatalok, a szakemberek és a lecsúszott társadalmi rétegek közében.
1980 januárjában a Szovjetunió afganisztáni háborújának kapcsán a Szovjetuniót imperialista hatalomnak nevezte. Az ez évi regionális és helyhatósági választásokon a párt megtartotta 31,1%-os eredményét.

## Halála
1984. június 7-én a párt Padovában az európai parlamenti választásokkal kapcsolatosan eredményváró gyűlést tartott. A párt 27 képviselőt delegált Brüsszelbe az Európai Bizottságba. Itt agyvérzést kapott, kórházba vitték, de kómába esett. Június 11-én ezek következtében hunyt el a kórházban.

## Magyarul megjelent írásai
- Az Olasz Kommunista Párt 15. kongresszusa. 1979. március 30–április 3.; Enrico Berlinguer beszámolója, Aczél György beszéde; ford. Boronkai Tamás; Kossuth, Bp., 1979
- Az Olasz Kommunista Párt XVI. kongresszusa. 1983. március 2–6.; Enrico Berlinguer beszámolójával; Kossuth, Bp., 1983
- Válogatott beszédek és írások; vál., jegyz. Sallay Géza, ford. Göbölyös Gábor, Kalmár György, Vincze Istvánné, szerk. Vincze Istvánné, Stecz Mária; Kossuth, Bp., 1976